# Psectrocladius heptamerus
Psectrocladius heptamerus är en tvåvingeart som beskrevs av Jean-Jacques Kieffer 1924. Psectrocladius heptamerus ingår i släktet Psectrocladius och familjen fjädermyggor.
Artens utbredningsområde är Polen. Inga underarter finns listade i Catalogue of Life.